# Padací mříž

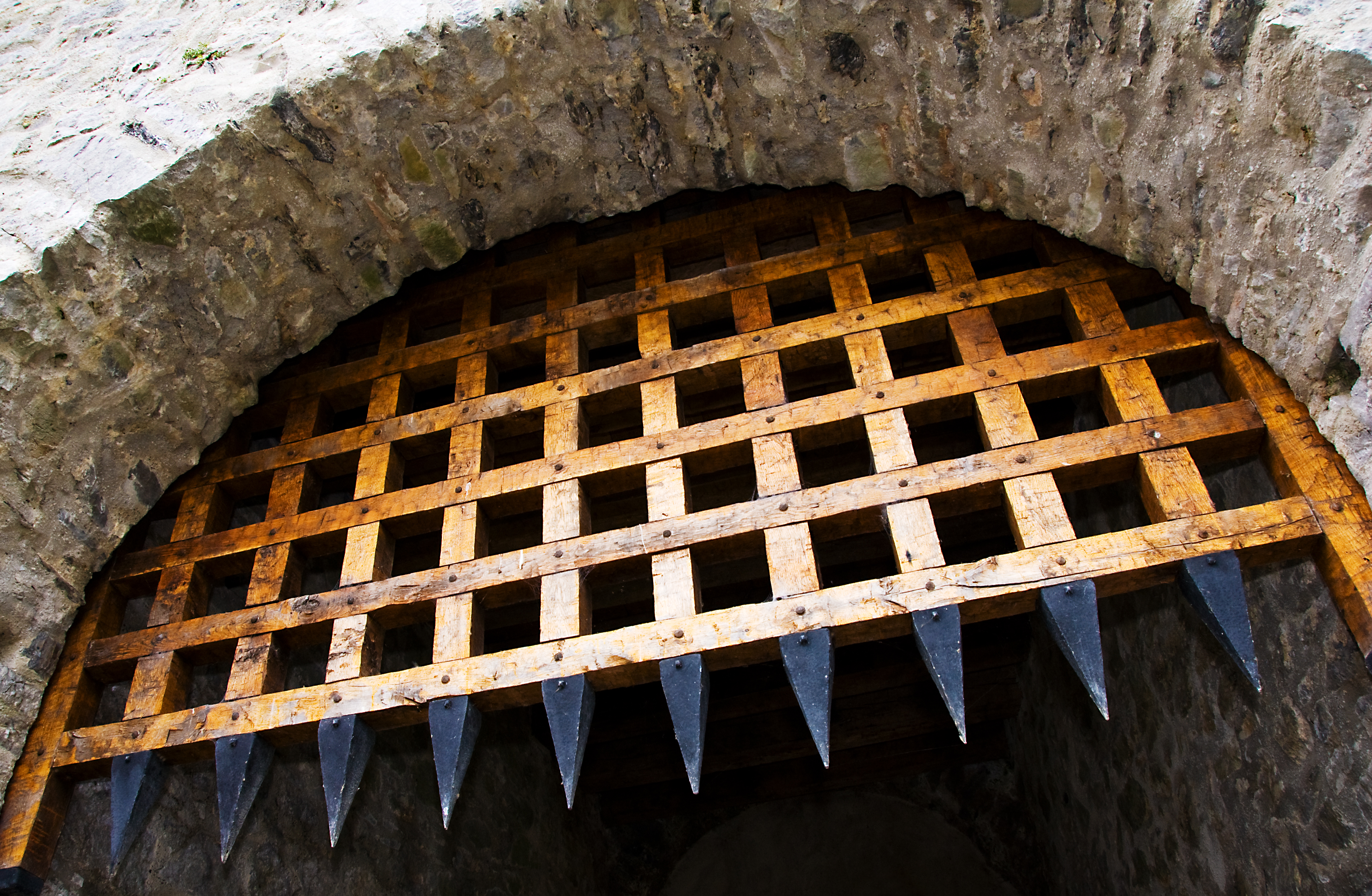
Padací mříž na irském hradu Cahir

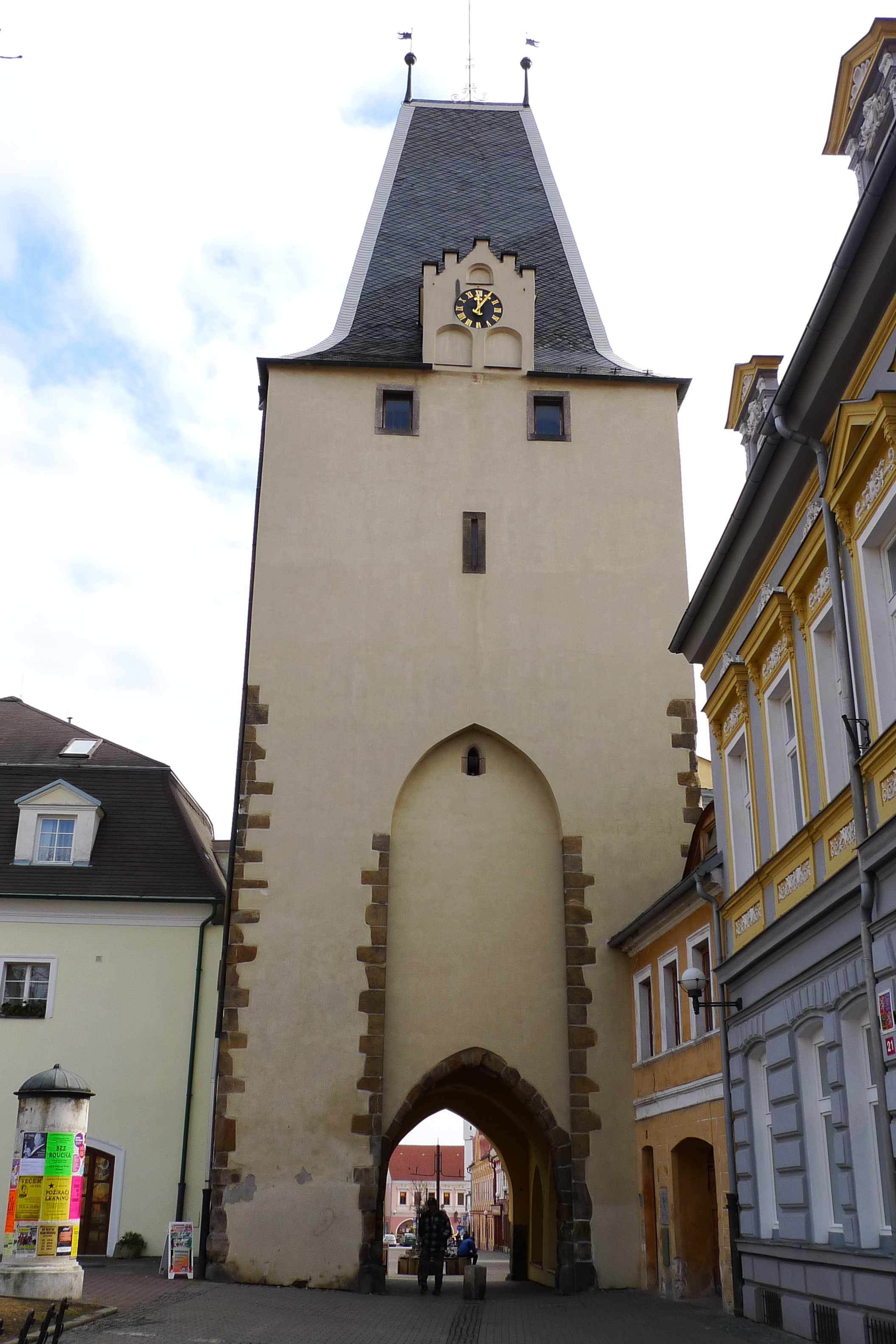
Kadaňská Svatá brána s vpadlinou pro mříž a otvorem kladky

Padací mříž (označována též hřeben) je těžká mříž, jejímž spuštěním se u středověkých opevnění uzavírala brána. Skládá se z mřížoví vyrobeného ze dřeva, kovu či jejich kombinace, jež je spouštěno v kolejnicích po stranách průchodu. Konce mřížoví jsou často zašpičatělé.
Obvykle byl hlavní vchod vybaven hned dvěma padacími mřížemi. V případě napadení se nejdříve spustila vnitřní mříž, poté vnější, čímž mohli být útočníci lapeni mezi nimi. Pak mohli být zasypáni hořícím dřívím či rozpáleným pískem. Oproti rozšířené představě nebyl pro tyto účely obvykle používán horký olej, protože byl příliš drahý. V českém prostředí mohly být drážky pro pohyb mříže součástí portálu nebo tvoří vpadlinu na jeho průčelí. Mříž byla v takovém případě zavěšena na laně nebo řetězu, který do věže vstupoval přes kladku v horní části vpadliny.
Dochované funkční padací mříže lze nalézt např. v londýnském Toweru.